# Bobby Rush (musicien)
Pour les articles homonymes, voir Rush et Bobby Rush.
Bobby Rush, de son vrai nom Emmit Ellis Jr, né le 10 novembre 1933,, à Homer (Louisiane), est un chanteur, musicien et compositeur de blues américain. Plusieurs de ses albums ont remporté un Grammy Award du meilleur album de blues traditionnel.

## Biographie
Il commence à apprendre la musique auprès de son père, pasteur, qui joue de la guitare et de l'harmonica.
Après un séjour par Pine Bluff, dans l'Arkansas, où il rencontre Elmore James, sa famille s'installe à Chicago en 1953. Bobby Rush joue dans des clubs de blues et commence à enregistrer ses premiers disques.
Il obtient son premier succès en 1971 avec « Chicken Heads » pour Galaxy Records.
Il s'établit à Jackson (Mississipi). Il enregistre plusieurs disques pour Malaco Records.
En 1979, son 33 tours Rush Hour, produit par Kenny Gamble et Leon Huff pour Philadelphia Recors, rencontre un grand succès.
En avril 2001, le bus de sa tournée est gravement accidenté, faisant un mort et plusieurs blessés. Bobby Rush est lui-même hospitalisé. Il reprend ses tournées en 2003.
Plusieurs de ses disques reçoivent des récompenses.
En 2006, il entre au Blues Hall of Fame.